# Thomas Römer
Thomas Römer (Mannheim, 13 dicembre 1955) è un filologo e biblista svizzero.
Dopo aver insegnato all'Università di Ginevra, è diventato professore di Antico Testamento all'Università di Losanna e, dal 2007, ha occupato la cattedra “Biblical Milieux” al Collège de France, dove è diventato amministratore nel 2019.

## Biografia
Dal 1982 al 1984 è stato ministro tirocinante della Chiesa riformata di Francia a Nancy.
Durante la sua preparazione a Parigi, dove è arrivato nel 1980, ha frequentato l'École Pratique des Hautes Etudes, l'Istituto cattolico di Parigi e la Facoltà teologica protestante di Parigi - dove il suo insegnante era l'esegeta Françoise Florentin-Smyth - e ha conseguito il dottorato nel 1988.

## Lavoro editoriale
Il comitato di redazione della Society of Biblical Literature Press, Ancient Israel and Its Literature (AIL) è guidato dal direttore della serie Thomas C. Römer.

## Riconoscimenti
- Premio per la storia delle religioni della Fondazione "Les amis de Pierre-Antoine Bernheim" (2014) per il libro L'Invention de Dieu
- Premio culturale della Fondazione Leenaards (2015)

## Libri pubblicati
- Thomas Römer, L'Invention de Dieu, Les Livres du nouveau monde, Editions du Seuil, 2014, ISBN 9782021143799.
- Thomas Römer, The Invention of God, Harvard University Press, 2015, ISBN 9780674915756.